# Dendrochilum reniforme
Dendrochilum reniforme är en orkidéart som beskrevs av Oakes Ames. Dendrochilum reniforme ingår i släktet Dendrochilum och familjen orkidéer. Inga underarter finns listade i Catalogue of Life.